# Върбан Стаматов
Върбан Василев Стаматов е български писател, публицист, редактор. Застъпва философски аспекти, морска тематика, далечни пътувания.

## Биография
Роден е на 27 май 1924 г. във Велико Търново, израства във Варна и околните села. Майка му, селска учителка, овдовяла през 1934 г., изглежда трите си деца Антония, Марин, Върбан с много финансови трудности и лишения, но ги окуражава да четат и учат от „вечните книги“, „нужни не по-малко от хляба, съчинения на Вазов, Достоевски, Джек Лондон, Сервантес, Рабле, Омир“.
Следва медицина и философия в Софийския университет. Като млад е на фронта в последния стадий на войната като военен кореспондент
Започва работа като журналист и редактор, а по-късно се посвещава на писателското призвание. Работи във вестниците „Изгрев“, „Литературен фронт“ и „Народна култура“, в списание „Пламък“, издателствата „Георги Бакалов“ (Варна) и „Български писател“.
Главната част от живота си прекарва в София. Продължителен период от творческите му години са били писателската дейност в Ахтопол, и до известна степен в Сопот. Умира в София на 23 ноември 1998 г.

## Творчество
Пише прозаични произведения – разкази, романи, българска маринистика. Неговата литературна дейност е винаги свързана с обаянието на морето. Световните океани го привличат като магнит. Преживяванията от многобройните плавания с корабите на търговския и риболовен флот са отразени в неговото творчество. Пътува до Северния полярен кръг, САЩ, Китай, Япония, Индонезия, Сомалия, Египет, Германия, Полша, Унгария, Гърция, Италия, СССР, Великобритания, Франция, Армения и събира впечатления и материали за публикациите си.
Член на Съюза на българските писатели. Движи се в средата на писатели, поети, литературоведи, режисьори, филмоведи, музиканти като Жорж Тутев, Банчо Банов, Младен Исаев, Емил Манов, Павел Вежинов, Борис Априлов, Юрий Трифонов, Васил Попов, Георги Джагаров, Дора Габе, Елисавета Багряна, Леда Милева, Николай Попов, Дучо Мундров и много други.

## Личен живот
Първата му съпруга Таня Добрева е певица, завършила Музикалната академия. От нея има 2 дъщери: Вася (р. 1947) и Снежана (р. 1950).
Втората му съпруга Соня Славчева е театроведка и журналистка. От нея има дъщеря Яна (р. 1961).
Третата му съпруга Севда Севан e българска писателка и арменска дипломатка (посланичка на Армения в България).

## Публикации
- „Войнишка хроника“ (1948)
- „От обич“ (1957)
- „Старият боцман разказва“, разкази за юноши (1960)
- „Брегът на бедните“, роман (1964); второ издание, „Профиздат“ (1989)
- „Аня“ (1967)
- „Островитяни“ (1968)
- „Тюленчето“, повест за деца и юноши (1969)
- „Флагман“ (1972); второ издание, София, „Български писател“ (1984), „Избрани произведения“, Том втори
- „Голямото горчиво езеро“ (1979); второ издание (1984), София, „Български писател“
- „Лъвчета в морето“, разкази за юноши (1981), София, „Български писател“
- „Щурец на полюса“ (198, 1984), София, „Български писател“
- „С лодка до Арарат“ (1985), София, „Профиздат“
- „Смърт в Лодърдейл“, роман (1989), София, „Български писател“, редактор Банчо Банов
- „В мъглата – Българинът и морето“ (1992), Издателска къща „Летописи“, София
- „Заложник и беглец за никъде“ (1997), „Отечество“, София, поредица „Жива проза“, ISBN 954-419-079-1.
- Антология „Българска маринистика“ (2002), София, Университетско издателство „Св. Климент Охридски“, съставители Върбан Стаматов, Георги Ингилизов, Никола Радев, Емил Марков, Борис Априлов и други, ISBN 954-07-1706-X

## За него
- Тодор Янчев, „Творчество, свързано с живота и морето“, в. „Литературен фронт“, 26 юли 1984: „Морето, океанът са символи на голямото и необозримото, на суровия живот, който белетристът маринист дълбоко обича и познава. Есеистичният маниер на изложение в „Щурец на Полюса“ внася сърдечност в изображенията и представлява своеобразна „морална“ биография на самия автор, който говори от свое име и е постигнал едно наистина твърде открито нравствено саморазголване, което в случая е положително качество, нещо което обогатява представите и типологията в търсенията на съвременната българска проза. Изповедния тон е характерен и за останалите книги на Върбан Стаматов, той им придава по-голяма сърдечност и ни кара да му вярваме, да живеем с тревогите и надеждите на неговите герои-сурови като морската стихия, ласкави като тихите изгреви над океана.“
- Върбан Стаматов, Заложник и беглец за никъде, 1997, стр. 40: „И колкото да ми бе необяснимо отде, все по нещо пестеше, заемаше отнякъде, запушваше „дупки“ и после връщаше на части само и само да ни купи на изплащане от пътуващите книжари по някоя от ония „вечни книги“ според нея, нужни не по-малко от хляба - съчиненията на Вазов, Достоевски, Джек Лондон, Сервантес, Рабле, Омир.“
- Любомир Левчев, „До Върбан Стаматов Тук“, в. „Литературен фронт“, 26 юли 1984: „Уважаеми другарю Стаматов. Управителния съвет на Съюза на българските писатели Ви поздравява най-сърдечно по случай вашата шестдесетгодишнина. Във ваше лице приветствуваме комуниста, активния общественик, изтъкнатия писател-маринист. Израснал във Велико Търново и Варна, вие участвате в Отечествената война и първите ви прояви в белетристиката, „Войнишка хроника“ и романът „От обич“ отразяват борбата на народа, рисуват нерадостни картини из живота на докерите, бедните рибари и моряци, вдъхновено разказват за раждането на новото общество. Истинското ви призвание на писател-маринист се прояви в „Брегът на бедните“. Морската тема чрез творчеството ви се превръща в част от живота на народа, от неговото битие и съвременни стремления. С особена любов Вие описвате морето и работата на онези български мъже, с месеци отдалечени от родината. Овладяването на тази тема е романът ви „Флагман“. Следват „Писма от морето“ и „Голямото Горчиво Езеро“, доказващи необходимостта от нови форми за изразяване на сложната проблематика, за да се стигне до новата Ви книга „Щурец на Полюса“ - израз на творческа зрелост...“
- Банчо Банов, „Овладяване на морската тема – Върбан Стаматов на 60 години“, Календар „Пламък“, 1984: „Върбан Стаматов не е от хвалените писатели. Нещо повече, неговото име сравнително рядко се среща в литературни статии и прегледи. Не казвам това с упрек към критиката. Смятам, че по-важното е друго-той е от четените писатели. Четат го не само хората на морето, които могат да се познаят в неговите романи. Творчеството му привлича много по-широките кръгове, които търсят в литературата духа на времето, истините за движението напред, за сложното преобразяване на човека...“

- Георги Цанков, „Озарения, Изповед след осмата лодка“, „Аз-буки“, 5-11 май 1993, бр. 18: „„В Мъглата“ е произведение с огромна фактологическа и философска стойност. Това е опит да се осмисли българския характер през призмата на влиянието на морето в съдбата на народа ни. Авторът е обърнал наопаки книгохранилищата на Санкт Петербург и Варшава, на Берлин и Тбилиси, на Риека и Лондон, на Париж и Генуа, десетилетия е трупал материал, не е изпускал никаква по-важна публикация за мореплаването, и за родната история. Сега той излиза пред съда на читателите с дълбокосубективна, но трудно оборима теория. Разказва увлекателно за Първото и Второто Българско Царство, а разсъжденията му генерално се разминават с тези в учебниците по история. Стаматов на може да бъде заслепен патриотар, той вижда мегаломанските амбиции на нашите владетели, които са мечтаели да завладеят Византия...Съгласен съм с автора, че „цялата ни история на духа е един затворен кръг от мистицизъм, съобразяване, конформизъм, поклони и борба за лично удобство и оцеляване“, а подобна констатация ни отвежда към корените на жалкия мит за „дядо Иван“, към обяснение на феномена, че през 1990 г., обществото ни едва ли не предпочете запазване на статуквото пред промяната. И все пак-след осмата лодка-промяната се чувства, макар и все още „в мъгла“ духът на българина жадува за простор. Може би проклятието на кармата скоро ще изчезне?“